# LeRon Ellis
Pour les articles homonymes, voir Ellis.
LeRon Ellis, né le 28 avril 1969 à Los Angeles en Californie, est un joueur américain de basket-ball. Il évoluait au poste d'ailier fort. Il est le fils de l'ancien basketteur LeRoy Ellis.